# Grallipeza ecuadoriensis
Grallipeza ecuadoriensis är en tvåvingeart som beskrevs av Günther Enderlein 1922. Grallipeza ecuadoriensis ingår i släktet Grallipeza och familjen skridflugor.
Artens utbredningsområde är Ecuador. Inga underarter finns listade i Catalogue of Life.